# Tbilisi Metro
Tbilisi Metro (georgisk: თბილისის მეტროპოლიტენი, Tbilisis Metropoliteni) er undergrundsbanen i Tbilisi, Georgiens hovedstad. Da den åbnede i 1966 var det den 4. undergrundsbane i den tidligere Sovjetunion.
Stationerne i centrum er ganske dybe, mens stationer uden for centrum kan være både dybt nede, lige under jorden eller over jorden. Metroen kan være svær at finde rundt i for vesteuropæere da mange skilte kun er på georgisk, eller på georgisk og russisk.
| Jernbane | Spire Denne jernbaneartikel er en spire som bør udbygges. Du er velkommen til at hjælpe Wikipedia ved at udvide den. |